# Vox AC30

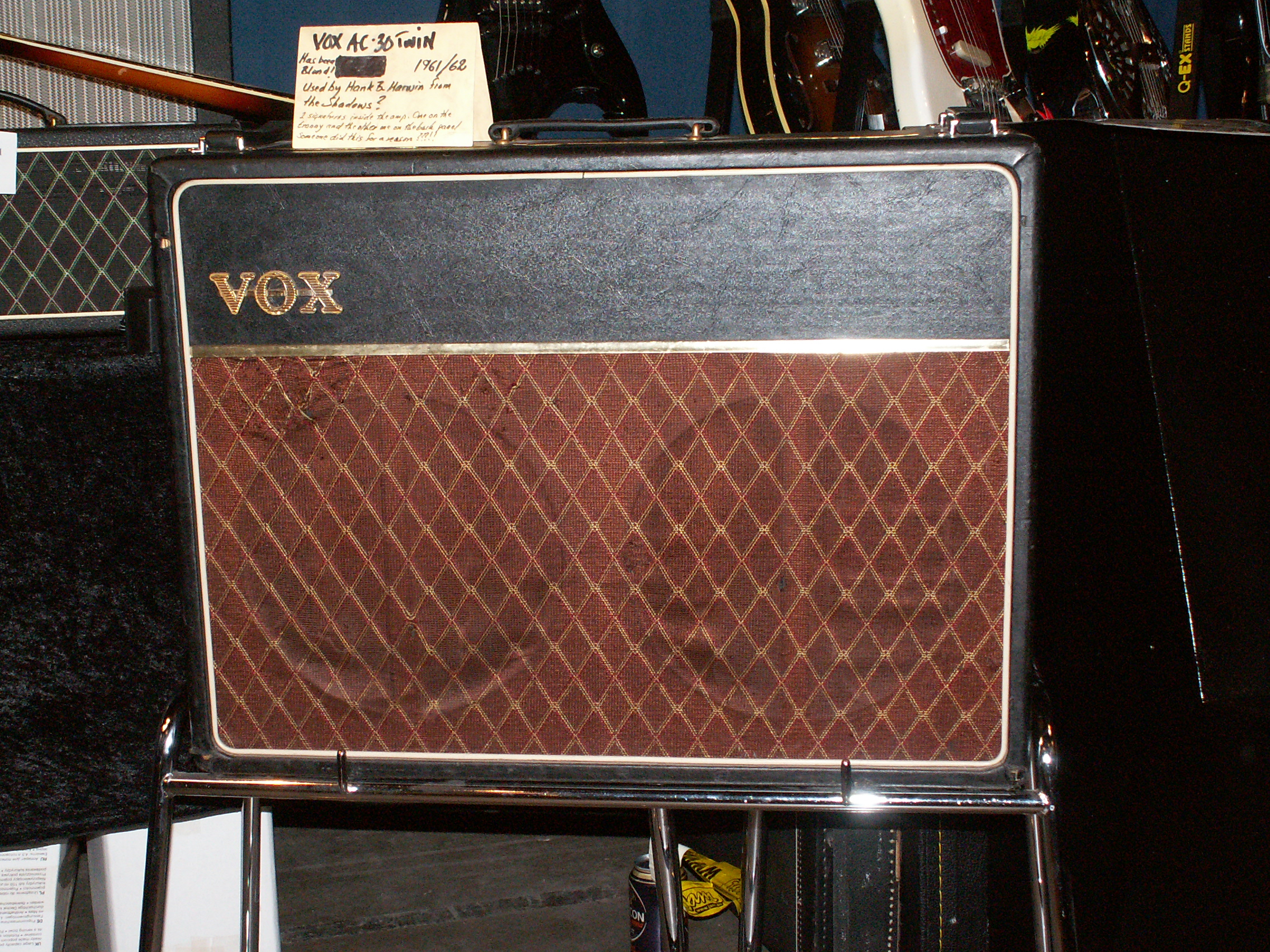
Un amplificatore Vox AC30

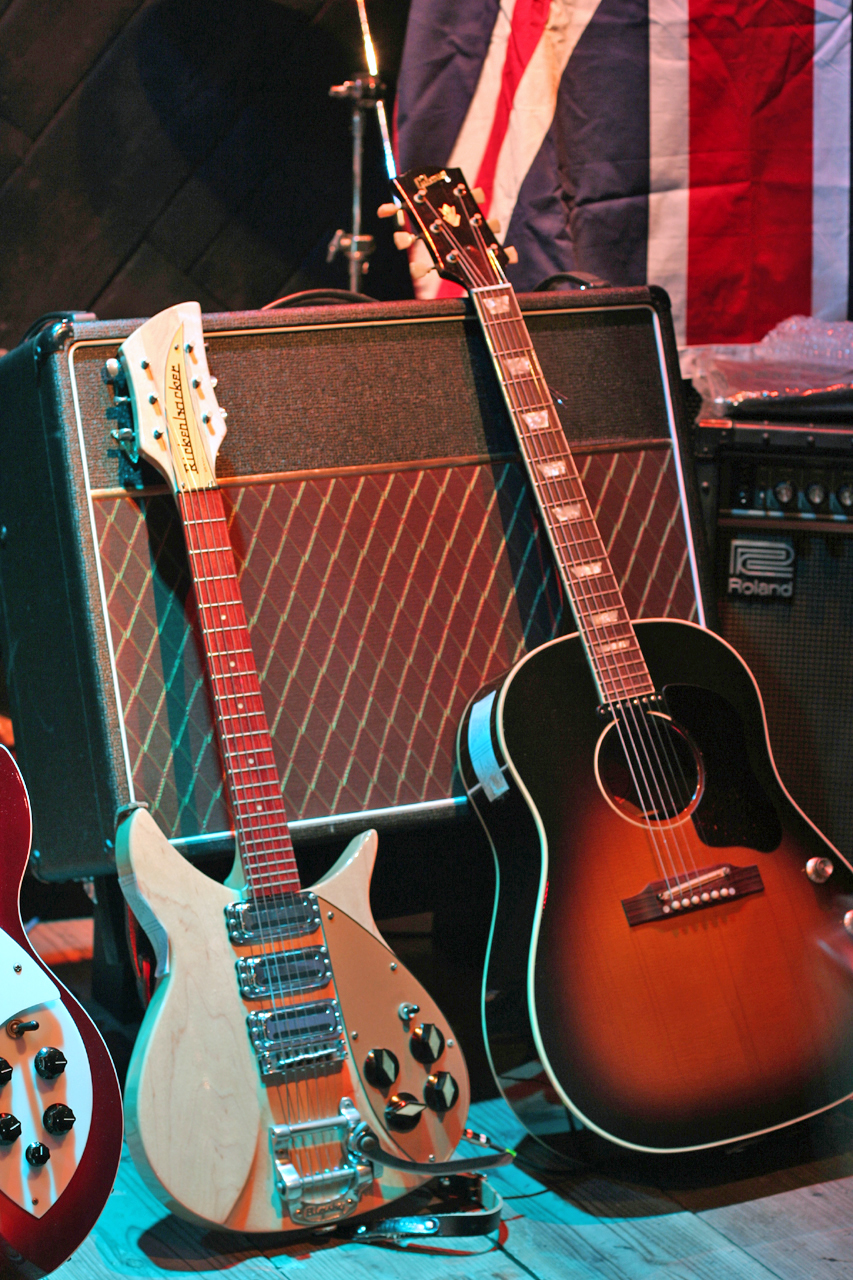
Chitarre e Vox AC30 di John Lennon

Il Vox AC30 è un amplificatore valvolare per chitarra di potenza pari a 30 watt, fabbricato dal 1958 da Vox.
Nacque come la risposta di Vox alla crescente domanda di amplificatori di maggiore potenza e rappresentò l'erede del Vox AC15. Negli anni sessanta e settanta divenne molto popolare tra musicisti e band di fama quali gli Shadows, che ne furono i primi utilizzatori, John Lennon e George Harrison dei Beatles,  i Rolling stones, James Williamson, Rory Gallagher e Brian May dei Queen. Più tardi fu usato anche da The Edge degli U2, The Wallflowers, The Subways, Kasabian, Kaiser Chiefs, Joy Division, Radiohead e Razorlight.
Fornisce, specialmente sul canale distorto, le sonorità tipiche del rock britannico e si adatta a vari stili di rock, dall'hard rock al blues.

## Utilizzatori celebri
- Bryan Adams
- The Beatles
- Brian Jones (The Rolling Stones)
- Keith Richards (The Rolling Stones)
- Matthew Bellamy (Muse)
- Ritchie Blackmore (Deep Purple)
- Peter Buck (R.E.M.)
- Bernard Butler (Suede)
- Mike Campbell (Tom Petty & The Heartbreakers)
- Kurt Cobain (Nirvana)
- Tom DeLonge (Blink-182)
- Billy Duffy (The Cult)
- Noel Gallagher (Oasis)
- Rory Gallagher
- Peter Green
- Jonny Greenwood (Radiohead)
- Dave Grohl (Nirvana)/(Foo Fighters)
- Hank Marvin (The Shadows)
- Mike McCready (Pearl Jam)
- Brian May (Queen)
- Anton Newcombe (The Brian Jonestown Massacre)
- Ed O'Brien (Radiohead)
- Rick Parfitt (Status Quo)
- Tom Petty
- John Scofield
- The Edge (U2)
- Thom Yorke (Radiohead)